# Список заслуженных пилотов СССР
В настоящем списке (неполном) представлены заслуженные пилоты СССР, получившие это почётное звание. Список содержит информацию о годе присвоения звания.

## 1966—1969 годы

### 1966
- Абдраимов, Ишембай Абдраимович (1914—2001)
- Алиев, Нуриддин Меджидович (1920—1991)
- Анопов, Борис Андрианович (1915—1986)
- Антохин, Фёдор Васильевич
- Банный, Михаил Афанасьевич
- Барилов, Дмитрий Иванович (1913—1981)
- Блохин, Иван Панкратьевич
- Борисов, Николай Васильевич
- Жолудев, Леонид Васильевич (1917—1997)
- Калошин, Александр Степанович
- Картамышев, Пётр Васильевич
- Ковтюх, Николай Григорьевич
- Корнев, Михаил Максимович
- Кохановский, Сергей Николаевич
- Купало, Виктор Маркович (1914—2012)
- Лейбенко, Алексей Михайлович
- Михайлов, Павел Михайлович (1917—2005)
- Мищенко, Иван Иванович
- Москаленко, Пётр Павлович (1911—1995)
- Осипов, Борис Семёнович (1917—1988)
- Парамонов, Георгий Михайлович
- Порфиров, Николай Гаврилович
- Семенков, Алексей Иванович (1915—2000)
- Тарасов, Иван Михайлович (1922—2004)
- Фролов, Иван Иванович
- Цховребов, Харитон Николаевич (1920—2014)
- Ширяев, Лев Александрович

### 1967
- Бугаев, Борис Павлович (1923—2007)
- Быков, Георгий Иванович (1918—1992)[1]
- Коротеев, Александр Иванович (1924—1982)
- Кузьмин, Валерий Ильич (1918—1983)
- Никитенко, Константин Сергеевич (1922—2020)
- Сутурин, Пётр Михайлович (1922—1977)
- Сидоренко, Николай Андреевич

### 1968
- Борисов, Василий Александрович (1913—1993)
- Овечкин, Анатолий Петрович (1928—2011)

### 1969
- Банных, Павел Николаевич (1922—?)
- Болдырев, Владимир Иванович (лётчик) (1918—1997)
- Никифоров, Григорий Александрович (1918—2011)
- Погорелов, Иван Семёнович (1913—2019)
- Самадалашвили, Иван Захарович (1926—1984)
- Сапёлкин, Константин Петрович (1918—1995)
- Шапкин, Николай Михайлович (1923—1984)

## 1970—1979 годы

### 1970
- Васин, Иван Федотович (1929—2017)
- Мельников, Николай Павлович (лётчик) (1922—1993)

### 1971
- Бенкунский, Георгий Станиславович (1913—1995)
- Горяшко, Алексей Маркиянович (1934—2021)
- Нартов, Андрей Григорьевич (1921—2004)
- Флоринский, Сергей Владимирович

### 1972
- Кузнецов, Николай Алексеевич (лётчик) (1922—2009)
- Чернявский Анатолий Ипполитович (1923—2007)

### 1973
- Барабаш, Евгений Петрович (1923—1992)
- Ползунов, Василий Степанович (1919—1991)
- Сладков, Николай Михайлович (1923—1998)
- Хохлов, Иван Тихонович (1932—2013)

### 1974
- Жиров, Максим Герасимович
- Третьяков, Константин Васильевич
- Волощук, Николай Иванович (1922—1992)

### 1975
- Гамбарян, Вардкес Еремович
- Лахтин, Пётр Тихонович
- Черкашин, Григорий Григорьевич (1921—2006)
- Качкаев, Владимир Илларионович

### 1976
- Шурло, Дмитрий Иванович (1929—1989)

### 1977
- Азовцев, Василий Иванович
- Бочаров, Николай Федотович (1931)
- Завьялов, Михаил Григорьевич (1924—2014)
- Лепешков, Геннадий Сергеевич (1932)
- Макеев Валентин Трофимович (1924 — 2001)
- Пинчук, Владимир Лукич
- Сарафанкин Георгий Александрович (1931-2020)

### 1978
- Вертипрахова, Ираида Фёдоровна (1931—2006)
- Рощин, Василий Николаевич (1923—2015)

### 1979
- Лойко, Дмитрий Ильич (1931—1983)

## 1980—1989 годы

### 1980
- Панченко, Леонид Александрович
- Хрюкин, Алексей Андреевич (1931—2019)

### 1981
- Кошман, Александр Кондратьевич (1934-2005)

### 1982
- Сатонин, Василий Николаевич
- Сельков, Борис Васильевич (1935)

### 1983
- Поляков, Юрий Павлович (1937—1991)
- Ращук, Владимир Семенович
- Цыбасов, Игорь Вячеславович (1936—2019)

### 1985
- Каледин, Анатолий Сергеевич (1937—2016)
- Крутов, Валентин Дмитриевич

(1933-2023)
- Тренев, Леонид Александрович
- Хмельницкий, Пётр Георгиевич (1929—2012)

### 1986
- Пензин, Николай Алексеевич

### 1987
- Любин, Владимир Александрович[2]

### 1988
- Белкин, Юрий Николаевич (1933—2022)

## Год не установлен
- Барышников, Александр Гаврилович (1920—2008)
- Богданов, Евгений Павлович
- Богданов, Ефим Александрович (1918—1999)
- Витковский, Александр Константинович (1923—1994)
- Глущенко, Дмитрий Григорьевич (?—?)
- Донцов, Иван Васильевич (1922—2014)
- Заика, Марк Ефимович (?—2008)
- Искендеров, Виктор Ахмедович
- Каленик, Александр Иванович
- Калько, Эдуард Терентьевич (1934—2022)
- Курило, Виктор Михайлович
- Ласкин, Геннадий Павлович (1936—2020)
- Левкович, Геннадий Петрович
- Логинов, Евгений Фёдорович (1907—1970)
- Наливайко, Михаил Иванович
- Орловец, Иван Власович (1924—2001)
- Осипов, Иван Иванович (пилот)
- Охонский, Александр Иванович (1922—1997)
- Пасько, Николай Захарович
- Поляков, Александр Сергеевич (Герой Социалистического Труда) (1922—1986)
- Поляков, Василий Афонасьевич
- Потёмкин, Владимир Яковлевич (1939—2015)
- Раткевич Константин Алексеевич (1939-2022)
- Румянцев, Михаил Антонович
- Рышков, Иван Иванович (1914—1976)
- Сауткин, Владимир Ильич
- Халмурадов, Олег Дмитриевич (1923—2002)
- Хвостунов, Андрей Григорьевич (1919—1989)
- Юлов, Алексей Трофимович